# Алишахбана, Сутан Такдир
Сутан Такдир Алишахбана (индон. Sutan Takdir Alisjahbana; 11 февраля 1908 года ― 17 июля 1994 года) ― индонезийский писатель, учёный-филолог.
Родился 11 февраля 1908 года в Натале, Северная Суматра, во время нидерландского колониального владычества. Принадлежал к народности минангкабау, его предки проживали в Натале с середины XIX века.
Алишахбана был основателем и редактором журнала  «Пуджанга Бару», который стал центром формирования одноимённого литературного течения — одного из наиболее заметных в индонезийской литературы в годы её становления. Его первый роман, Tak Putus Dirundung Malang, был опубликован издательством Балей Пустака в 1929 году. Вместе с Амиром Хамза и Армейном Пане в 1933 году основал и отредактировал журнал, который содержал лучшие работы довоенных писателей, под названием Poedjangga Baroe. В 1953 году он редактировал журнал Konfrontasi.
Во время японской оккупации в 1943 году стал секретарём Komisi Bahasa Indonesia (Комиссия по индонезийскому языку). С 1946 по 1948 год был профессором индонезийского языка в Национальном университете Джакарты.
Сутан Такдир считал, что Индонезия может извлечь уроки из ценностей западной цивилизации, и на протяжении всей своей жизни оставался большим приверженцем модернизма. Его называли человеком эпохи Возрождения: Алишахбана был автор множества книг по самым разным предметам. Самым известным его произведением считается Layar Terkembang, где он излагал свои прогрессивные взгляды. Сутан Такдир умер в Джакарте 17 июля 1994 года, работая над очередным романом.